# Репин, Николай Петрович

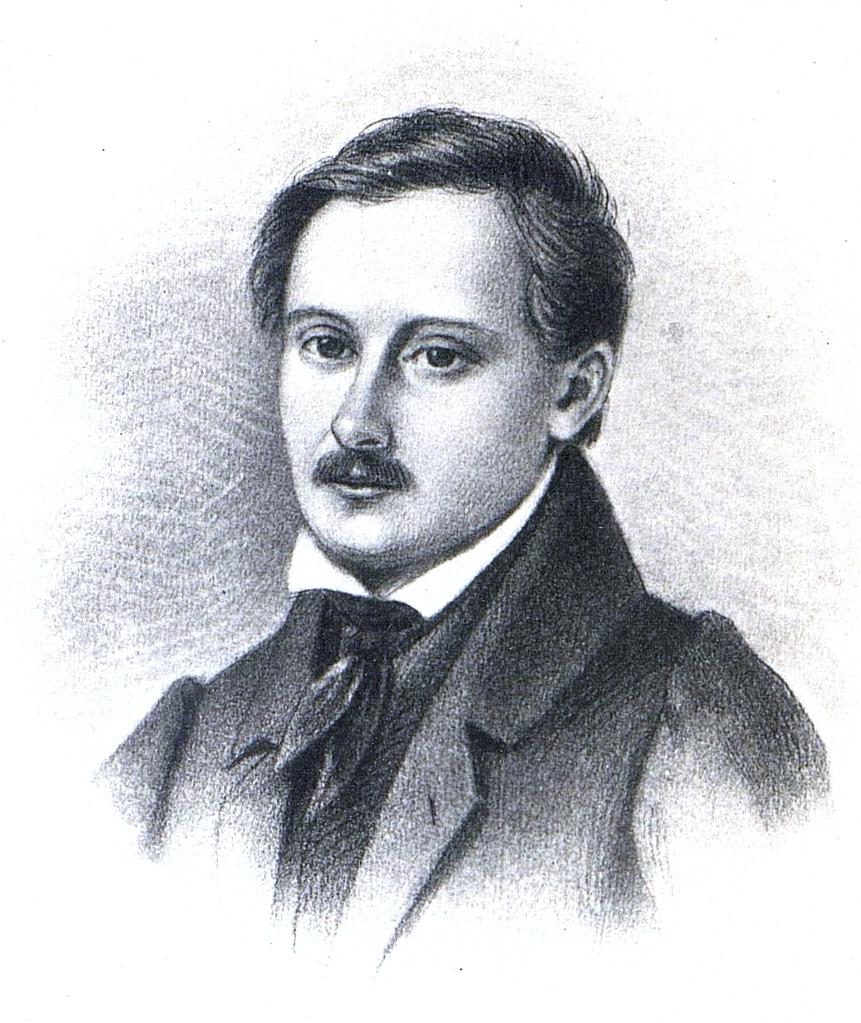

Никола́й Петро́вич Ре́пин (1796 — 28 сентября 1831) — штабс-капитан лейб-гвардии Финляндского полка, декабрист, художник-акварелист.

## Биография
Из дворян Санкт-Петербургской губернии. Отец — статский советник Пётр Афанасьевич Репин (умер в 1811), мать — Екатерина Сергеевна Авсова (1761—1808). Воспитывался в пансионе Жакино и дома. Получил разностороннее образование под руководством своего дяди, адмирала П. К. Карцова.
27 сентября 1811 года вступил в службу юнкером в лейб-гвардии артиллерийскую бригаду. Участник заграничных походов русской армии (1813—1814). 8 октября 1814 года переведён в 8-ю артиллерийскую бригаду. 17 июня 1818 года в чине подпоручика. 2 августа 1818 года переведён в лейб-гвардии Финляндский полк. 21 апреля 1822 года произведён в поручики. 18 июня 1825 года — штабс-капитан.
В 1825 году вступил в Северное тайное общество. Знал от П. Н. Свистунова о существовании Южного общества и его планах .
Арестован 15 декабря 1825 года полковым командиром. С 16 по 22 декабря находился на страже Преображенского госпиталя, 22 декабря переведён в Петропавловскую крепость. Осуждён по V разряду и по конфирмации 10 июля 1826 года приговорён к каторжным работам на 8 лет. 22 сентября 1826 года срок каторги сокращён до 5 лет. 5 февраля 1827 года отправлен в Сибирь. Наказание отбывал в Читинском остроге и Петровском Заводе. В каторжной академии читал лекции по военным наукам, интересовался математикой, историей. После отбытия каторги в 1831 году обращён на поселение в село Верхоленское Иркутской губернии.
После выхода из каземата Репин прожил чуть более двух месяцев. 28 сентября 1831 году во время пожара ночью сгорел вместе с декабристом А. Н. Андреевым, который остановился в его доме проездом. Могила не сохранилась.

## Художник-акварелист
Занимался живописью — изобразил виды Читы, Петровского Завода, тюремных камер.
На акварели Репина «Декабристы на мельнице» изображены: у ручной мельницы — С. П. Трубецкой (со спины), П. А. Муханов и В. А. Бечаснов, в глубине — И. Д. Якушкин, в середине комнаты — Н. И. Лорер (со спины), П. В. Аврамов и Репин (с трубкой), слева читает Е. П. Оболенский, в дверях — М. А. Фонвизин.